# لورونوفو
لورونوفو (Le renouveau) هي جريدة يومية سياسية إخبارية جامعة ناطقة بالفرنسية يصدرها التجمع الدستوري الديمقراطي، الحزب الحاكم سابقاً في عهد بن علي في تونس، وهي رديفة جريدة لحرية الناطقة بالعربية. وقع توقيف اصداره بعد الثورة التونسية.